# Liberální konzervatismus
Liberální konzervatismus je politická ideologie, forma konzervatismu, která kombinuje konzervativní politiky s liberálními postoji, a to zejména z ekonomické oblasti (ovšem také ze sociální a etické). Jde tedy o politický konzervatismus zásadně ovlivněný liberalismem.
Ideologie liberálního konzervatismus slučuje ideje klasického liberalismu (zejména minimální zásahy státu do trhu a ekonomiky obecně). Jedinec má mít svobodu vstupovat na trh a vytvářet bohatství bez omezování státem. Nicméně, liberální konzervativci také zastávají názor, že jednotlivci nemohou být zcela odkázáni na osobní zodpovědnost v ostatních sférách bytí; proto se domnívají, že silný stát je nezbytný k zajištění práva a pořádku a že sociální instituce jsou potřebné k tomu, aby pěstovaly smysl pro povinnost a odpovědnost vůči národnímu státu. Liberální konzervativci také podporují občanská práva, spolu s některými sociálně konzervativními pozicemi. Rozcházejí se však v sociálních otázkách, přičemž někteří jsou sociálně konzervativní a jiní sociálně liberální, ačkoli všichni liberální konzervativci široce podporují princip rule of law ohledně občanských práv, sociální rovnosti a životního prostředí. To má vyústit ve vytvoření soudržné a tolerantní společnosti se zvýšenou mírou individuální odpovědnosti a menší nerovností.
Liberální konzervatismus sdílí s klasickým liberalismem principy oddanosti individualismu, víru v negativní svobodu (tj. svobodu od vnějšího), minimálně regulovaný volný trh (princip laissez faire) a minimální roli byrokratického státu. Podle některých komentátorů mnoho konzervativních proudů v 80. letech, jako byl Thatcherismus, neoliberalismus, byly obnovou klasického liberalismu ve všem kromě jména. Na rozdíl od klasického liberalismu však zde existuje silnější sociální agenda a podpora větší míry státních zásahů, zejména v určitých oblastech společenského života, o kterých se liberální konzervativci domnívají, že by neměly podléhat tržním silám. Zejména pokud jde o rodinu, sexualitu, zdraví a vzdělání, ty by měly být buď vždy periodicky regulovány, nebo minimálně chráněny státem.

## Historie
Konzervatismus i liberalismus měly v průběhu času (v různých staletích) různé významy. I samotný termín liberální konzervatismus byl používán zcela odlišnými způsoby. Původně vznikl v kontrastu k aristokratickému konzervatismu, který považoval princip rovnosti za něco, co je v rozporu s lidskou přirozeností, a místo toho zdůrazňoval myšlenku přirozené nerovnosti. Když konzervativci v demokratických zemích přijali typické liberální instrumenty, jako jsou právní stát, soukromé vlastnictví, tržní hospodářství a ústavní zastupitelská vláda, stal se liberální prvek liberálního konzervatismu mezi konzervativci konsensuální. V některých zemích, jako jsou Spojené království a Spojené státy americké, se termín liberální konzervatismus začal chápat jednoduše jako konzervatismus, což přimělo některé konzervativce, kteří zastávali silněji klasicko-liberální hodnoty, aby se místo toho začali nazývat libertariáni. Mezi klasickými liberály a libertariány však existují rozdíly.
V Evropě jsou liberální konzervativci se svým důrazem na ekonomicko liberální a volnotržní principy jasně odlišitelní od těch konzervativců, kteří zastávají národně-konzervativní nebo sociálně konzervativní hodnoty, a/nebo přímo populistické názory, natož pravicově populistické názory. Na evropské úrovni jsou křesťanští demokraté a většina liberálních konzervativců sdruženi v Evropské lidové straně (EPP), zatímco liberálové (včetně konzervativních a sociálních liberálů) ve straně Aliance liberálů a demokratů pro Evropu (ALDE).
V moderním evropském diskursu liberální konzervatismus obvykle zahrnuje středopravé politické názory, které odmítají alespoň do určité míry sociální konzervatismus. S tímto postojem souvisí i podpora umírněných forem „sociální záchranné sítě“ a environmentalismu (viz též zelený konzervatismus a zelený liberalismus).

## Příklady liberálně-konzervativních stran
- Česko: Občanská demokratická strana[8] a TOP 09[9]
- Francie: Republikáni[10]
- Itálie: Forza Italia[11]
- Německo: Křesťanskodemokratická unie, Svobodná demokratická strana[12][13]
- Rakousko: Rakouská lidová strana[14]
- Polsko: Polska 2050, Třetí cesta
- Slovensko: Demokrati, NOVA, Občianska konzervatívna strana, Za ľudí
- Spojené království: Konzervativní strana[15]
- Spojené státy americké: Republikánská strana[16]
- Španělsko: Lidová strana[17]